# Гокон II (король Норвегії)
Гокон II Широкоплечий (Гокон Сігурдссон, норв. Haakon Sigurdsson, Haakon Herdebrei; 1147—7 липня 1162) — король Норвегії з 1157 до 1162 року. Походив з династії Інглінгів.

## Життєпис
Син Сігурда II Мунна, короля Норвегії, та Тори, королівської коханки. Після загибелі короля Ейстейна II у 1157 році більшість прихильників загиблих королів Сігурда II та Ейнстейна II об'єднали свої війська проти Інге I, оголосили у 1157 році Гокона новим королем.
Після численних битв, 6 лютого 1161 року армія Гокона II повністю розбила війська Інге I біля Осло, а сам Інге загинув. Після цього Гокон став одноосібним володарем Норвегії.
Втім прихильники загиблого Інге I швидко з'єднали свої зусилля навколо Ерлінга Скакке, лендмена, і вже 7 липня 1162 року вщент розбили війська Гокона II у битві при Секкені в області Ромсдален. В цій битві загинув і Гокон II.